# Martignas-sur-Jalle

Martignas-sur-Jalle este o comună în departamentul Gironde din sud-vestul Franței. În 2009 avea o populație de 7.079 de locuitori.

## Evoluția populației
| An        | 1975  | 1982  | 1990  | 1999  | 2006  | 2009  |
| --------- | ----- | ----- | ----- | ----- | ----- | ----- |
| Populație | 1.424 | 3.726 | 5.732 | 5.574 | 6.633 | 7.079 |